# Xcel Energy Center
O Xcel Energy Center (também conhecido como "The X") é uma arena multiuso, localizada em Saint Paul, Minnesota, nos Estados Unidos. Ganhou esse nome em homenagem ao seu patrocinador corporativo local Xcel Energy. Com uma capacidade oficial de 17.954, a arena tem quatro níveis de espectador: um nível suite e três níveis de assento geral.
A arena é de propriedade da cidade de Saint Paul e operado pela Minnesota Sports & Entertainment. O local é lar do Minnesota Wild, da Liga Nacional de Hóquei (NHL), e é a antiga casa do Minnesota Swarm, da Liga Nacional de Box lacrosse (NLL). Fica no mesmo quarteirão do centro de convenções RiverCentre, do Auditório Roy Wilkins e do Centro Ordway de Artes Performáticas, no centro de St. Paul. Serviu também como local oficial da Convenção Nacional Republicana de 2008.